# Caconde
Caconde è un comune del Brasile nello Stato di San Paolo, parte della mesoregione di Campinas e della microregione di São João da Boa Vista.